# آرکواتا دل ترونتو
آرکواتا دل ترونتو (به ایتالیایی: Arquata del Tronto) یک کومونه در ایتالیا است که در استان اسکولی پیچنو واقع شده‌است.

## خصوصیات
آرکواتا دل ترونتو ۹۲٫۶ کیلومترمربع مساحت و ۱٬۳۰۲ نفر جمعیت دارد و ۷۷۷ متر بالاتر از سطح دریا واقع شده‌است.